# Colli Bolognesi Pignoletto passito Colline Marconiane
Le Colli Bolognesi Pignoletto passito Colline Marconiane est un vin blanc italien doux à base de raisins passerillé de la région Émilie-Romagne doté d'une appellation DOC depuis le 29 mai 1975. Seuls ont droit à la DOC les vins récoltés à l'intérieur de l'aire de production définie par le décret.

## Aire de l'appellation
La sous-zone « Colline Marconiane » est definie par des parcelles dans les communes de Sasso Marconi et Casalecchio di Reno, dans la province de Bologne.

## Caractéristiques organoleptiques
- couleur: jaune paille claire avec des reflets verdâtres
- odeur: délicat, caractéristique, légèrement aromatique
- saveur :  aimable ou doux, harmonique

Le Colli Bolognesi Pignoletto passito Colline Marconiane se déguste à une température de 5 à 7 °C. Le vin est à boire jeune.

## Production
Province, saison, volume en hectolitres :
- pas de données disponibles